# 前妻回家
《前妻回家》是姚遠执导的电视剧，2008年出品，共20集，该作品主要讲述一个秦腔演员原本和恋人和其之前的恋人以及恋人的儿子在一起生活的故事。该作受到了很多观众的好评。

## 剧情简介
李想是一个秦腔演员，之前曾有过一段婚姻，目前正在和刚交的恋人一起生活。
然而某一天，他的前妻来到了他的身边，并想和他住几天。
虽说最初李想对此很介意，但是通过之后的相处，以及得知自己前妻病重，这么做只是为了让孩子有一个依靠后，他于是答应了前妻，在前妻死后，把孩子养大，并且他的恋人得知后，也决定和李想一起养大孩子。

## 演员表
- 陳瑾 饰演 韩青[3]
- 張嘉譯 饰演	李想
- 李梅
- 陳小剛
- 周珍
- 谷國英
- 黃精
- 楊帆
- 袁廣成
- 訾傑臣
- 曲國強
- 石國慶
- 王雙寶
- 譚希和
- 張景越

## 音乐原声
| 曲序 | 曲目             | 演唱 |
| ---- | ---------------- | ---- |
| 1.   | 夫妻歌（主题曲） | 李佳 |

| 曲序 | 曲目                     | 演唱 |
| ---- | ------------------------ | ---- |
| 2.   | 不是冤家不聚頭（片尾曲） | 蓝茜 |

## 其他
- 在拍摄“吵架”戏的时候，演员会在私下进行排练，而这倒是让剧务组吓了一跳。[4]
- 张嘉译原本不会秦腔，后来为了这部作品，主动去学习了秦腔。[5][6]
- 该作在西安拍摄。[7][8]

## 相關連結
- 豆瓣电影上《前妻回家》的資料 （简体中文）